# 米吉提·库尔班
米吉提·库尔班（1934年7月—），男，维吾尔族，新疆托克逊人，中华人民共和国政治人物，曾任新疆维吾尔自治区人民检察院检察长，新疆维吾尔自治区政协副主席。